# Becard crestat
El becard crestat (Pachyramphus validus) és un ocell de la família dels titírids (Tityridae). Es troba als següents països de l'Amèrica del Sud: Perú, Brasil, Bolívia, Paraguai, Uruguai i Argentina. Els seus hàbitats són els boscos tropicals i subtropicals de frondoses humits de les terres baixes i de l'estatge montà, bé com els boscos tropicals i subtropicals de frondoses secs. El seu estat de conservació es considera de risc mínim.